# Geoff Keighley
Geoff Keighley (ur. 24 czerwca 1978) – kanadyjski dziennikarz i prezenter telewizyjny. Twórca i prowadzący galę The Game Awards.

## Życiorys
Od 2005 do 2013 prowadził własne show telewizyjne (do 2008 pod nazwą Game Head, od 2008 jako GT.TV). W programie przedstawiał zapowiedzi i recenzji gier, a także zapraszał gości związanych z branżą.
Od 2014 tworzy galę The Game Awards, podczas której pełni także rolę prowadzącego.

## Inne
- Maska Geoffa Keighleya pojawiła się w grze Among Us[5][6].
- W filmie Muppety w nawiedzonym dworze zagrał jako wujek Teodor[7].
- Pojawił się jako prezenter gier w filmie Matrix Zmartwychwstania[8].